# Марко Рапо
Марко Рапо (Тушиловац, код Војнића, 1919—1991)  био је учесник Народноослободилачке борбе, генерал-потпуковник Југословенске народне армије и ађутант врховног команданта председника СФРЈ.
Као истакнути и одани официр, често је пратио маршала Јосипа Броза Тита на путовањима, попут посете Јужној Србији 1968. године, где га је пратио у чину пуковника.
Од 1973. до 1977. године је био ађутант председника СФРЈ маршала Јосипа Броза Тита. Током званичне посете Краљевини Шведској, генерал Рапо је случајно раније затворио врата аутомобила и ненамерно прикљештио Брозову леву руку, што је забележено камером.
Пензионисан је 1977. године.
Преминуо је 1991. године.